# Глущук, Юрий Русланович
Юрий Русланович Глущук (укр. Юрій Русланович Глущук; род. 16 января 1995, Киев) — украинский футболист, полузащитник клуба «Буковина».

## Игровая карьера
Начинал заниматься футболом в родном Киеве, а в 17-летнем возрасте попал в систему донецкого «Шахтера». Выступал за юношескую (48 матчей, 7 голов в юношеском чемпионате Украины и 1 поединок в юношеской лиге УЕФА) и молодежную (61 матч, 15 голов в молодежном чемпионате Украины) команды «горняков», был игроком фарм-клуба «Шахтёр-3» (12 матчей, 3 гола во второй лиге Украины). В сезоне 2015/16 выступал за мариупольский «Ильичёвец», куда перешел на правах аренды. В их составе сыграл 23 матча в Первой лиге Украины и 1 поединок в кубке Украины.
В феврале 2018 года подписал полноценный контракт с полтавской «Ворсклой», за которую дебютировал во второй части сезона 2017/18 в выездном матче 21-го тура УПЛ против луганской «Зари». Это была его единственная игра в рамках высшего дивизиона, также записал в свой актив еще 7 матчей (2 гола) в молодежном первенстве. Далее в карьере игрока были «Кремень» (4 матча в чемпионском второлиговом сезоне) и не продолжительный вояж в клуб Армении: «Локомотив» (с которым в первой лиге успешно боролся за выход в высший дивизион, однако впоследствии команду дисквалифицировали за участие в организации договорных матчей – хотя в результате Спортивный арбитражный суд в Лозанне всех оправдал).
Сезон 2020/21 провел во второлиговой команде «Рубикон», а следующий в перволиговой: «Олимпик» (Донецк) — где в общей сложности за это время провел 37 официальных матчей во всех турнирах. После начала полномасштабного российского вторжения в Украину не надолго уехал в Польшу, в любительскую команду из города Козенице. Перед стартом 2022/23 сезона стал игроком клуба-дебютанта первой украинской лиги «Эпицентр», в котором провел два следующих сезона. В футболке клуба из Каменца-Подольского в общей сложности сыграл 51 поединок во всех турнирах и записал в свой актив два мяча и две результативные передачи.
В июле 2024 года подписал контракт с перволиговым футбольным клубом «Буковина». 10 мая 2025 года Юрий провел 100-й официальный матч в первой лиге Украины.

### В сборной
В июне 2013 года дебютировал в составе юношеской сборной Украины U-18 в матче против сверстников из Молдовы. Юрий вышел на поле в стартовом составе и отыграл первый тайм, а команда в том поединке одержали победу со счетом 8:0.
В начале января 2015 года главный тренер молодежной сборной Украины Сергей Ковалец вызвал Юрия для участия в турнире Enda Cup, который проходил в Турции, однако в составе украинской «молодежки» так и не сыграл ни одного поединка. В начале марта 2015 года попал в расширенный список игроков «молодежки».

## Достижения
- Полуфиналист Кубка Украины: 2024/25